# خمیده‌دهان
خمیده‌دهان یا آنسیلوستوما (Ancylostoma) یک سرده از کرم‌های لوله‌ای است که شامل چند گونه از کرم‌های قلابدار می‌شود. گونه‌ها عبارتند از:
- آنسیلوستوما برزیلینس (Ancylostoma braziliense) که معمولاً گربه‌ها را آلوده می‌کند.
- آنسیلوستوما کنینوم (Ancylostoma caninum) که معمولاً سگ‌ها را آلوده می‌کند.
- آنسیلوستوما کلانسوم (Ancylostoma ceylanicum)
- آنسیلوستوما دوئودونال (Ancylostoma duodenale)
- آنسیلوستوما پلوریدنتاتوم (Ancylostoma pluridentatum) که معمولاً گربه‌های سیلواتیک را آلوده می‌کند.
- آنسیلوستوما توبافرم Ancylostoma tubaeforme که گربه‌ها را به همراه سایر میزبانان آلوده می‌کند.

آلودگی با کرم‌های قلابدار از شایع‌ترین آلودگی‌های کرمی انسان است. دو نوع کرم قلابدار، آنسیلوستوما دوئودونال یا کرم قلابدار دنیای قدیم (سردۀ آنسیلوستوما) و نکاتور آمریکانوس یا کرم قلابدار دنیای جدید (سردۀ نکاتور)، حدود یک میلیارد نفر از مردم جهان را آلوده کرده و روزانه ۹ میلیون لیتر خون انسان را هدر می‌دهند. در ایران به‌ویژه در مناطق چای‌کاری و برنج‌کاری شمال آلودگی به هر دو نوع کرم قلابدار شیوع دارد.

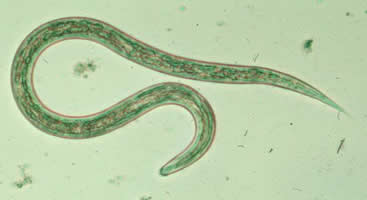

## آنسیلوستوما
این کرم دارای دو جفت دندان قلاب مانند است، در حدود یک سانتی‌متر طول دارد و در روده باریک انسان زندگی می‌کند. کرم بالغ در قسمت بالای روده باریک به‌سر می‌برد. هر کرم ماده روزانه ۲۰٬۰۰۰ تخم می‌گذارد که با مدفوع دفع می‌شوند. در شرایط مناسب پس از ۲۴ تا ۴۸ ساعت از تخم لارو آزاد می‌شود و لارو در مدت دو هفته به صورت فیلاریفرم درمی‌آید که خاصیت آلوده‌کنندگی دارد و می‌تواند در خاک زندگی کند. اگر لارو فیلاریفرم از دهان، یا پوست وارد بدن انسان شود از راه جریان خون به شش می‌رسد و پس از ترک مویرگ‌های حبابک‌های ششی وارد حبابک‌ها می‌شود و سرانجام به حلق و از آنجا به روده باریک می‌رسد و در آنجا بالغ می‌شود. فاصله ورود لارو به بدن و رسیدنش به رودۀ باریک یک هفته است. لارو ظرف مدت ۵ هفته بالغ می‌شود. کرم‌های قلاب‌دار در سرتاسر دنیا وجود دارند و در اکثر مناطق هر دو نوع آن ایجاد بیماری می‌کند.

## بیماری‌زایی
در نواحی روستایی ایران و مزارع چای و برنج و مناطقی که مستراح بهداشتی ندارند یا از کود انسانی استفاده می‌شود و افراد با پای برهنه راه می‌روند، لارو از راه پوست وارد بدن می‌شود. ممکن است هنگام ورود لارو کهیر و خیز همراه با خارش دیده شود. در مرحله نقل مکان لارو از شش‌ها به نای نیز گاهی سرفه دست می‌دهد. در مرحله بلوغ و استقرار کرم‌ها در روده عوارض جدی و متعدد بروز می‌کند. کرم به مخاط روده می‌چسبد و با دندان‌های قلاب‌وار خود خون انسان را می‌مکد. کرم با ترشح یک مادۀ ضد انعقادی سبب عدم انعقاد خون می‌شود و در نتیجه کم‌خونی کمبود آهن پیش می‌آید. شدت بیماری با تعداد کرم، سن فرد و رژیم غذایی بستگی دارد. کودکان دچار کم‌خونی شدید، رنگ پریدگی، کاهش رشد و عوارض متعدد دیگر مانند یبوست، اسهال و تپش قلب می‌شوند. شدت بیماری در نزد زنان آبستن و شیرده و کسانی که احتیاج بیشتری به آهن دارند محسوس‌تر است.

## تشخیص
با بررسی مستقیم مدفوع در زیر میکروسکوپ می‌توان تخم کرم قلابدار را مشاهده کرد.

## پیشگیری
با توجه به خون‌خواری کرم قلابدار و کم‌خونی ناشی از آن، اجرای اقدامات پیشگیرانه ضروری است مانند استفاده از مستراح‌های بهداشتی، عدم استفاده از کود انسانی و پوشیدن کفش و رعایت بهداشت. با افزودن مواد شیمیایی به مدفوع و خاک می‌توان لاروها را از بین برد و از شدت بیماری‌زایی کاست. سبزی را باید با مواد ضدعفونی‌کننده مناسب گندزدایی کرد و پس از شستشو با آب سالم از آن‌ها استفاده کرد.

## درمان
افراد آلوده را می‌توان با ترکیبات مبندازول، لوامیزول و تتراکلرو اتیلن درمان کرد. در عین حال با توجه به کم‌خونی باید بیمار را با رژیم‌های غذایی حاوی پروتئین و آهن یا داروهای تقویتی درمان کرد.